# Islam en Corée

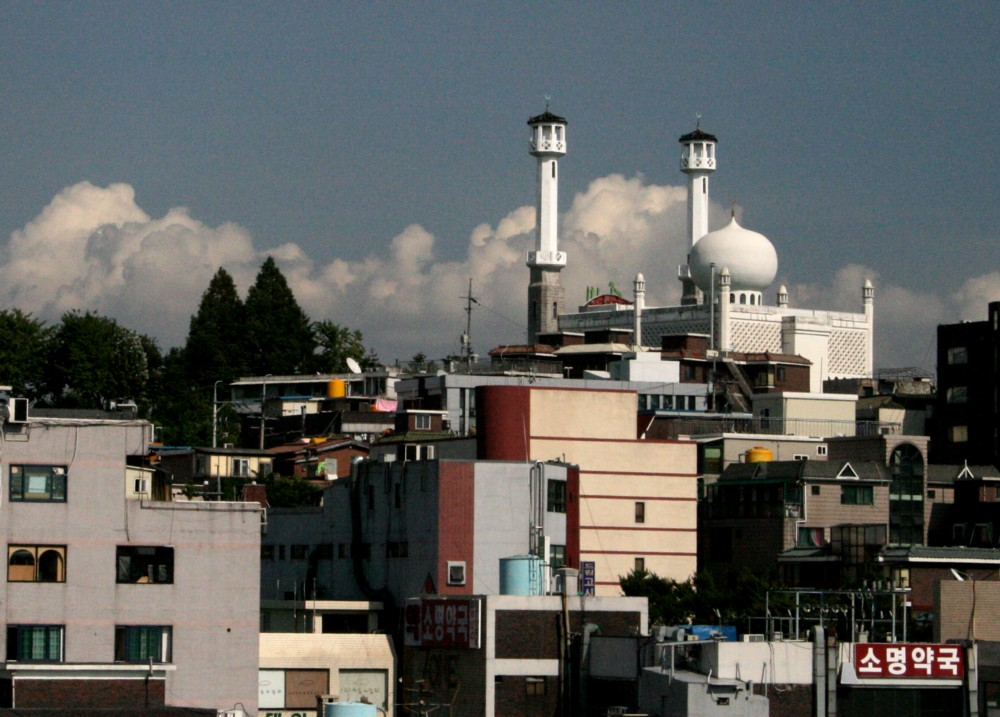
La grande mosquée de Séoul, dans le quartier d'Itaewon

En Corée du Sud, l’islam est une religion très minoritaire, depuis son introduction peu après la guerre de Corée. La communauté musulmane est centrée à Séoul. Il fut reconnu officiellement dans le pays en 1955. Une grande mosquée y a été construite et ouverte en mai 1975, surtout avec des fonds de la mission islamique malaisienne. Les musulmans coréens autochtones sont estimés à 40 000, soit environ 0,1 % de la population. À cela il faut ajouter des immigrés d’Asie du Sud et du Moyen-Orient, comme l'Irak. Les migrants indonésiens et malaisiens sont venus dans les années 1990 et 2000 pour travailler en Corée du Sud. Ils sont estimés à 200 000. La présence de l'islam en Corée du Nord n'apparaît pas, à l'exception de quelques diplomates étrangers, le régime dictatorial interdisant toute religion.

## Histoire

### La représentation du monde des musulmans
La première référence non asiatique à la Corée provient d’Istakhri, un géographe perse du Xe siècle, dans son ouvrage Étude générale des routes et Royaumes. En 1154, la Corée fut incluse à l'atlas du monde (Tabula Rogeriana) par le géographe Al Idrissi.

### Les premiers contacts
Au milieu et à la fin du VIIe siècle, des marchands musulmans ont traversé la Chine de la dynastie Tang depuis le califat. Ils ont établi des contacts avec Silla, l'un des trois royaumes de Corée de l'époque. En 751, le général chinois d'origine coréenne Gao Xianzhi mena la bataille de Talas pour la Chine Tang, contre le califat abbasside. Les abbassides furent victorieux.
La première présence vérifiable de l'islam en Corée date du IXe siècle, pendant la période Silla unifiée, où arrivèrent des marchands et des navigateurs arabes et persans. D'après de nombreux géographes musulmans, dont Ibn Khordadbeh, beaucoup de ces marins se sont établis en Corée, créant des villages musulmans. Certaines recension indiquent que beaucoup de ces colons venaient d'Irak, d'autres évoquent un bon nombre de chiites alaouites. Des figurines de la période Silla ont été retrouvées, qui présentent des caractéristiques perses. Petit à petit, il y eut des mariages mixtes entre musulmans et autochtones. Il s'est opéré une assimilation au bouddhisme et au chamanisme, du fait aussi de l'isolation de la Corée du monde islamique.
Malgré tout, les relations commerciales entre le monde islamique et la péninsule coréenne se sont poursuivies jusqu'au XVe siècle, pendant la période Joseon. Des marchands musulmans d'Asie centrale et du Proche-Orient se sont à nouveau établis en Corée. Ainsi, le clan Jang, dans le village de Toksu, affirme descendre d'une famille musulmane. Certains musulmans du peuple Hui, de Chine, ont probablement vécu dans le royaume de Goryeo.
Le royaume Goryeo a continué à avoir des relations ténues avec le peuple musulman des Ouïghours. Le mot islam en coréen , “hoegyo” (회교, 回敎) vient de huihe (回紇), un vieux mot chinois pour designer les Ouïghours. Pendant la période Goryeo tardive, il y avait des mosquées dans la capitale Gaesong. Lors de leur domination de la Corée, les Mongols firent appel aux Ouïghours pour administrer le territoire, à cause de leur maîtrise de l'écriture et du commerce. Au moins deux de ces Ouïghours s'établirent définitivement en Corée et formèrent des clans : Jang Sunnyong et Seol Sun.

### Jang Sunnyong et Seol Sun
L'un de ces anciens immigrants d'Asie centrale vers la Corée y venait pour assister une princesse mongole qui avait été donnée en mariage au roi Chungnyeol. Des documents de la dynastie Goryeo montrent qu'il s'appelait originellement Samga, mais qu'il choisit le nom coréen de Jang Sunnyong après avoir fait de la Corée son lieu définitif de résidence. Jang épousa une Coréenne, et devint le fondateur du clan des Deoksu. Son clan a produit de nombreux hauts fonctionnaires et des érudits confucéens pendant des siècles. Trente-cinq générations plus tard, le clan compte trente mille descendants. Les traditions du clan ne semblent pas imprégnées par l'islam. On observe la même chose pour Seol Son, un autre émigrant musulman d'Asie centrale qui a fondé un clan en Corée. Cet homme a fui en Corée après la révolte des Turbans rouges, qui précipita la fin de la dynastie mongole des Yuans. Son clan s'appelle le Gyeongju Seol, et aujourd'hui  compte 2000 membres en Corée.

### La période Joseon
Au début de la période Joseon, le calendrier hégirien a servi de base pour une réforme du calendrier du royaume, car les calendriers fondés sur le système chinois étaient moins précis. On possède encore une traduction du Huihui Lifa, un texte combinant l'astronomie chinoise et l'astronomie islamique, qui fut écrit sous la dynastie Joeon, à l'époque de Sejong le Grand, au XVe siècle. Ce calendrier fut utilisé jusqu'au début du XIXe siècle. Du fait de l'isolement politique et géographique pendant la période Joseon, l'islam disparut de Corée, où il ne revint qu'au XXe siècle. Néanmoins des colons coréens en Mandchourie entrèrent à nouveau en contact avec l'islam au XIXe siècle, et adoptèrent l'islam. Il reste des traces archéologiques de leur pratique de l'islam. La plupart étaient des descendants de marchands d'Asie centrale, qui s'étaient installés dans les villes de Mandchourie. Il y avait aussi des Coréens, qui adoptèrent l'islam. Mais ce n'est qu'après la guerre de Corée que l'islam commença à croître réellement dans le pays.

### La réintroduction auXXesiècle
Pendant la guerre de Corée, la Turquie a envoyé de nombreuses troupes de militaires pour aider la Corée du Sud sous mandat des Nations unies. Elles étaient appelées les « brigades turques ». En plus de cette contribution militaire, les Turcs ont aussi réalisé un travail humanitaire, en aidant à la scolarisation des orphelins de guerre. Peu de temps après la guerre, des Turcs qui stationnaient en Corée du Sud comme soldats de la paix sous mandat onusien ont commencé à enseigner l'islam au Coréens. Les premiers convertis créèrent la Société musulmane coréenne en 1955. C'est à cette époque que la première mosquée sud-coréenne fut construite. Du fait de son agrandissement, cette association est devenue la Fédération musulmane coréenne en 1967. L'intérêt pour l'islam grandit dans les années 1970. La conversion à l'islam de travailleurs coréens en Arabie saoudite fut un facteur majeur de cette croissance. Lorsqu'ils retournèrent dans leur pays, ces Coréens firent augmenter le nombre de musulmans de façon significative.

## L'islam actuel
Selon le président de l’Institut de l'islam coréen, Lee Hee-Soo (Yi Hui-su), il existe environ 40 000 musulmans en Corée du Sud, dont 10 000 sont des pratiquants réguliers. Il semble que les musulmans de Corée ont pâti des attentats du 11 septembre 2001.

### Les mosquées
En 1962, le gouvernement malaisien a fait une donation de 33 000 $ pour la construction de la grande mosquée de Séoul. Le programme fut abandonné à cause de l’inflation. Ce n'est que dans les années 1970 que le projet aboutit, lorsque la Corée se mit à avoir la même situation économique que les pays d’Europe de l'Est. La mosquée centrale de Séoul a finalement été construite en 1976 dans le quartier de Itaewon. Aujourd'hui, on trouve aussi des mosquées à Pusan, Anyang, Gwangju, Jeonju, Daegu et Kaesŏng.

### L'éducation
Dans les années 1990, une école élémentaire islamique existait, la “ Sultan Bin Abdul Aziz Médersa ”, où les enfants pouvaient apprendre l'arabe, la culture islamique et l'anglais. La Fondation des musulmans de Corée a indiqué en mars 2008 qu'elle ouvrirait en mars de l'année prochaine une première école primaire islamique, appelée “ Prince Sultan Bin Abdul Aziz Elementary School ”. L'objectif est d'aider les musulmans de Corée a bien connaître leur religion en suivant un cursus officiel. L'institut réfléchit aussi à ouvrir un centre culturel, des écoles secondaires et même une université. Par son ambassadeur à Séoul, l’Arabie saoudite a fourni une aide de 500 000 $ à la Fondation des musulmans de Corée.